# Finnflo
Finnflo is een plaats in de gemeente Hudiksvall in het landschap Hälsingland en de provincie Gävleborgs län in Zweden. De plaats heeft 71 inwoners (2005) en een oppervlakte van 20 hectare. De plaats ligt aan de rand van een bos in de buurt van het meertje Tunasjön. De voetballer Tomas Brolin heeft in Finnflo gewoond.